# Daiči Kamada
Daiči Kamada (japonsky 鎌田 大地, * 5. srpna 1996 Ehime) je japonský profesionální fotbalista, který hraje na pozici ofensivního záložníka za italský klub SS Lazio a za japonský národní tým.

## Klubová kariéra
S kariérou začal v japonském klubu Sagan Tosu. V roce 2017 přestoupil do německého klubu Eintracht Frankfurt.

## Reprezentační kariéra
Jeho debut za A-mužstvo Japonska proběhl v zápase proti Kolumbii 22. března 2019. Kamada odehrál za japonský národní tým celkem 4 reprezentační utkání.

## Statistiky
| Japonsko | Japonsko | Japonsko |
| Roky     | Záp.     | Góly     |
| -------- | -------- | -------- |
| 2019     | 4        | 1        |
| Celkem   | 4        | 1        |